# Steal My Girl
«Steal My Girl» en español " Robarme a mi chica " es una canción interpretada por la boy band británica-irlandesa One Direction, incluida en su cuarto álbum de estudio titulado Four. Fue lanzada el 29 de septiembre de 2014. El sencillo fue escrito por Wayne Hector, John Ryan, Julian Bunetta, Ed Drewett (los cuatro también escribieron «Best Song Ever»), y los miembros de One Direction, Liam Payne Louis Tomlinson, Niall Horan, Zayn Malik y Harry Styles. Fue producido por Bunetta, Ryan y Pär Westerlund.

## Lista de canciones
- Descarga digital y Streaming

1. «Steal My Girl »

- Descarga digital (Reino Unido)[3]

1. «Steal My Girl»
2. «Steal My Girl» (Big Payno & Afterhrs Pool Party Remix)

- Sencillo en CD[4]

1. «Steal My Girl»
2. «Steal My Girl» (Versión acústica)